# Флуоридна кислота
Флуори́дна кислота, фто́ристоводне́ва кислота́ (також технічне пла́викова кислота́) — розчин фтороводню у воді. Назва «плавикова кислота» походить від плавикового шпату, з якого зазвичай добувають фтороводень дією концентрованої сульфатної кислоти.
Кислота контактно-отруйна: при контакті зі шкірою спочатку утворюються безболісні опіки, з пізнішим омертвінням тканин. Також може викликати системну токсичність, зупинки серця та навіть смерть.

## Фізичні властивості
Безбарвна рідина. Розчинення фтористого водню у воді супроводжується досить значним виділенням тепла (59,1 кДж/моль). При низьких температурах фтористий водень утворює нестійкі гідрати складу Н2O·HF, Н2O·2HF і Н2O·4HF. Найстійкіший з них перший (Tпл −35 °С), його слід розглядати як фторид гідроксонію — [Н3O]F. Другий є гідрофторидом гідроксонію [Н3O][HF2].

## Хімічні властивості
Розчин фтористоводневої кислоти, яка є у продажу, зазвичай містить 40 % HF (1,123 г/см3). Вона добре реагує з багатьма металами, основними оксидами, основами та солями. Фтористоводнева кислота реагує з більшістю металів, але у багатьох випадках сіль, що утворюється, малорозчинна, внаслідок чого на поверхні металу утворюється захисна плівка. Так поводить себе, зокрема, свинець, що і дає змогу використати його для виготовлення апаратури, стійкої проти дії HF. На відміну від інших галогеноводневих кислот, плавикова кислота належить до кислот середньої сили.
Солі фтористоводневої кислоти називаються фторидами. Більшість їх мало розчиняється у воді; добре розчиняються лише фториди натрію, калію, срібла, алюмінію, олова. Всі солі плавикової кислоти отруйні.
Плавикова кислота — єдина одноосновна кислота, здатна утворювати кислі солі. Це обумовлено дуже сильним водневим зв'язком.

### Взаємодія зі склом
Це кислота середньої сили (константа дисоціації становить 6,8·10−4, ступінь дисоціації 0,1 н. розчину 9 %)
Чудовою властивістю фтороводню і фтористоводневої кислоти є їхня здатність взаємодіяти з діоксидом кремнію SiO2, що входить до складу скла; в результаті утворюється газоподібний фторид кремнію SiF4:
{\displaystyle \mathrm {SiO_{2}+4HF\longrightarrow SiF_{4}+2H_{2}O} }.

У розчині плавикової кислоти фторид кремнію не виділяється, бо він взаємодіє з молекулами HF з утворенням добре розчинної комплексної кислоти:
{\displaystyle \mathrm {SiF_{4}+2HF\longrightarrow H_{2}[SiF_{6}]} }

## Зберігання
Оскільки фтористоводнева кислота руйнує скло, у лабораторії її зберігають у посудинах з свинцю, парафіну чи деяких пластмас. Міцна плавикова кислота (більш 60 % HF) може зберігатися і транспортуватися в сталевих ємностях.

## Використання
На взаємодії HF з діоксидом кремнію ґрунтується застосування плавикової кислоти для витравлювання на склі різних поміток, написів і візерунків, які мають матову текстуру.
Застосування фтороводню досить різноманітне. Безводний HF використовують, в основному, при органічному синтезі, а плавикову кислоту — для добування фторидів, травлення скла, видалення піску з металевих відливків, при аналізах мінералів тощо.
Пари фтороводню дуже отруйні.

## Токсичні властивості

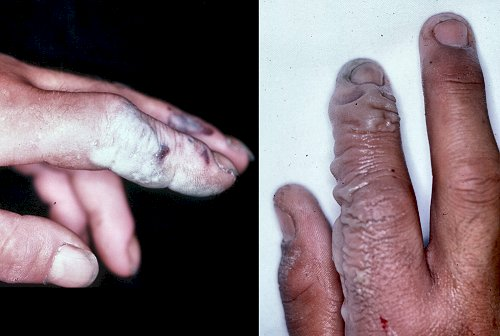
Опіки від фторводневої кислоти

Плавикова кислота досить отруйна. Має слабку наркотичну дію. Можливі гострі і хронічні отруєння зі зміною крові і кровотворних органів, органів травної системи, набряк легенів.
Має виражену інгаляційню дію, подразнює шкіру і слизові оболонки очей (викликає хворобливі опіки і виразки). Їй присвоєно другий клас небезпеки для довкілля, в той час, як чистий фтороводень належить до першого класу небезпеки
При потраплянні на шкіру в перший момент не викликає сильного болю, легко і непомітно всмоктується, але через короткий час викликає набряк, біль, хімічний опік і загальнотоксичну дію. Симптоми від впливу слабо концентрованих розчинів можуть з'явитися через добу і навіть більше після попадання їх на шкіру.
При потраплянні в кров через шкіру зв'язує кальцій в крові і може викликати порушення серцевої діяльності. Опіки площею більш ніж 160 см² небезпечні можливими системними токсичними проявами.
Токсичність плавикової кислоти та її розчинних солей імовірно пояснюється здатністю вільних іонів фтору зв'язувати біологічно важливі іони кальцію та магнію в нерозчинні солі. Тому для лікування наслідків впливу плавикової кислоти часто використовують глюконат кальцію, як джерело іонів Са2+. Постраждалі ділянки при опіках плавикової кислотою промиваються водою і обробляються 2,5 % гелем глюконату кальцію.

## В фільмах
В епізодах «Кіт у мішку...» та «Різка коробок» кримінального драматичного телесеріалу «Пуститися берега» Волтер Вайт і Джессі Пінкман використовують фтористоводневу кислоту для хімічної дезкорпорації тіл гангстерів, яких вони вбивають.